# Fase de repesca para la Copa Mundial de Rugby de 2015

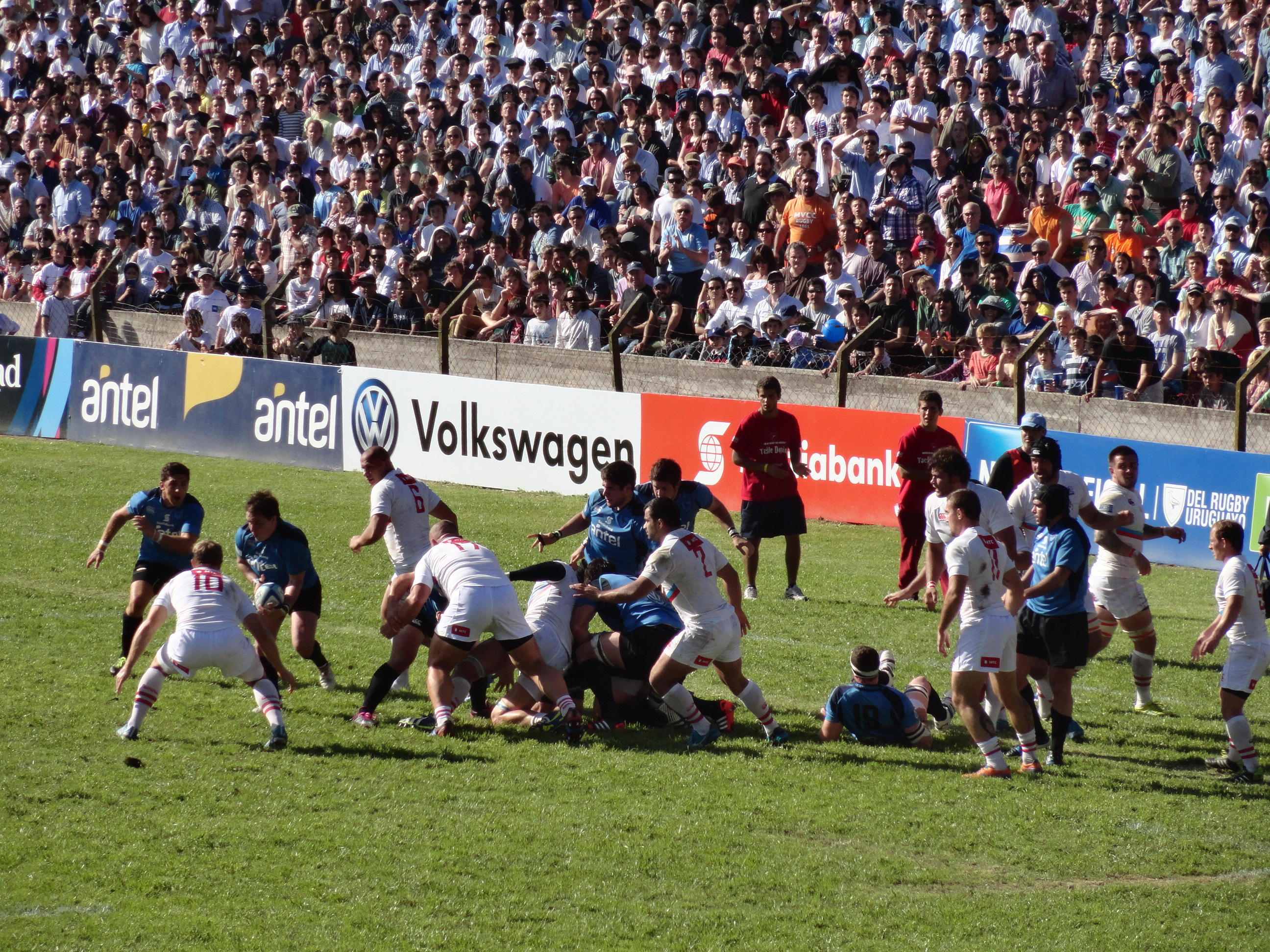
Uruguay-Rusia

El proceso de clasificación para la Copa Mundial de Rugby de 2015 terminó con una repesca para decidir el vigésimo clasificado para la Copa Mundial de Rugby de 2015. Cuatro equipos, los mejores no-clasificados de cada región, excepto Oceanía, compitieron por la última plaza para la Copa Mundial de Rugby de 2015. El ganador fue Uruguay y quedó encuadrado en el grupo A de la fase de grupos.
El repechaje tuvo un formato de eliminatoria, con dos semifinales que se disputaron a partido único, y una final mediante el sistema de ida y vuelta. Una semifinal enfrentó a Rusia procedente de la Fase de clasificación europea contra Zimbabue que venía de la Fase de clasificación africana. Mientras que la otra enfrentó a Uruguay procedente de la Fase de clasificación americana y a Hong Kong de la Fase de clasificación asiática. Cada una de las semifinales, disputadas a partido único, se celebraron en el país del equipo de mayor puntuación del Ranking Mundial de la IRB.

## Participantes
| Región   | Equipo    |
| -------- | --------- |
| África   | Zimbabue  |
| Américas | Uruguay   |
| Asia     | Hong Kong |
| Europa   | Rusia     |

## Semifinales
| Semifinales de la repesca | Semifinales de la repesca | Semifinales de la repesca | Semifinales de la repesca | Semifinales de la repesca                   | Semifinales de la repesca |
| Fecha                     | Local                     | Resultado                 | Visitante                 | Sede                                        | Clasificado               |
| ------------------------- | ------------------------- | ------------------------- | ------------------------- | ------------------------------------------- | ------------------------- |
| 2 de agosto de 2014       | Rusia                     | 23 - 15                   | Zimbabue                  | Estadio central de Krasnoyarsk, Krasnoyarsk | Rusia                     |
| 2 de agosto de 2014       | Uruguay                   | 28 - 3                    | Hong Kong                 | Estadio Charrúa, Montevideo                 | Uruguay                   |

## Final

### Ida
| Fecha                    | Local | Resultado | Visitante | Sede                                        |
| ------------------------ | ----- | --------- | --------- | ------------------------------------------- |
| 27 de septiembre de 2014 | Rusia | 22 - 21   | Uruguay   | Estadio central de Krasnoyarsk, Krasnoyarsk |

### Vuelta
| Fecha                 | Local   | Resultado | Visitante | Sede                        |
| --------------------- | ------- | --------- | --------- | --------------------------- |
| 11 de octubre de 2014 | Uruguay | 36 - 27   | Rusia     | Estadio Charrúa, Montevideo |

### Clasificado
- Uruguay